# بارتیم (باشقیرستان)
بارتیم (انگلیسی: Bartym, Republic of Bashkortostan) یک شهرک در شهرستان کاراایدلسکی استان باشقیرستان کشور روسیه است.